# Château de Gemmelaincourt
Le château de Gemmelaincourt (ou château des Bassompierre) est un château de la commune de Gemmelaincourt à l'ouest du département des Vosges en région culturelle et historique de Lorraine et région administrative Grand Est.

## Histoire
Sur des vestiges d’un ancien relais de chasse, le seigneur de Bassompierre édifie le château actuel dans la seconde moitié du XVIIIe siècle. On peut lire encore aujourd'hui la plaque de fondation qui porte la date de 1778. Le seigneur de Bassompierre est à l'époque copropriétaire avec les chanoinesses de Remiremont.
Le château est la propriété du marquis Léopold de Hennezel de Francogney pendant la Révolution française. Il est issu d'une famille de verriers de la région de la forêt de Darney. Pendant cette période, le marquis a quelques soucis avec le maire du village devenu procureur. Emprisonné en 1793 à Mirecourt, juste avant qu'on ne le conduise à l'échafaud il parvient à s’enfuir en Suisse pour servir ensuite dans l'armée de Condé. Il revient à la Restauration et devient maire de la commune.

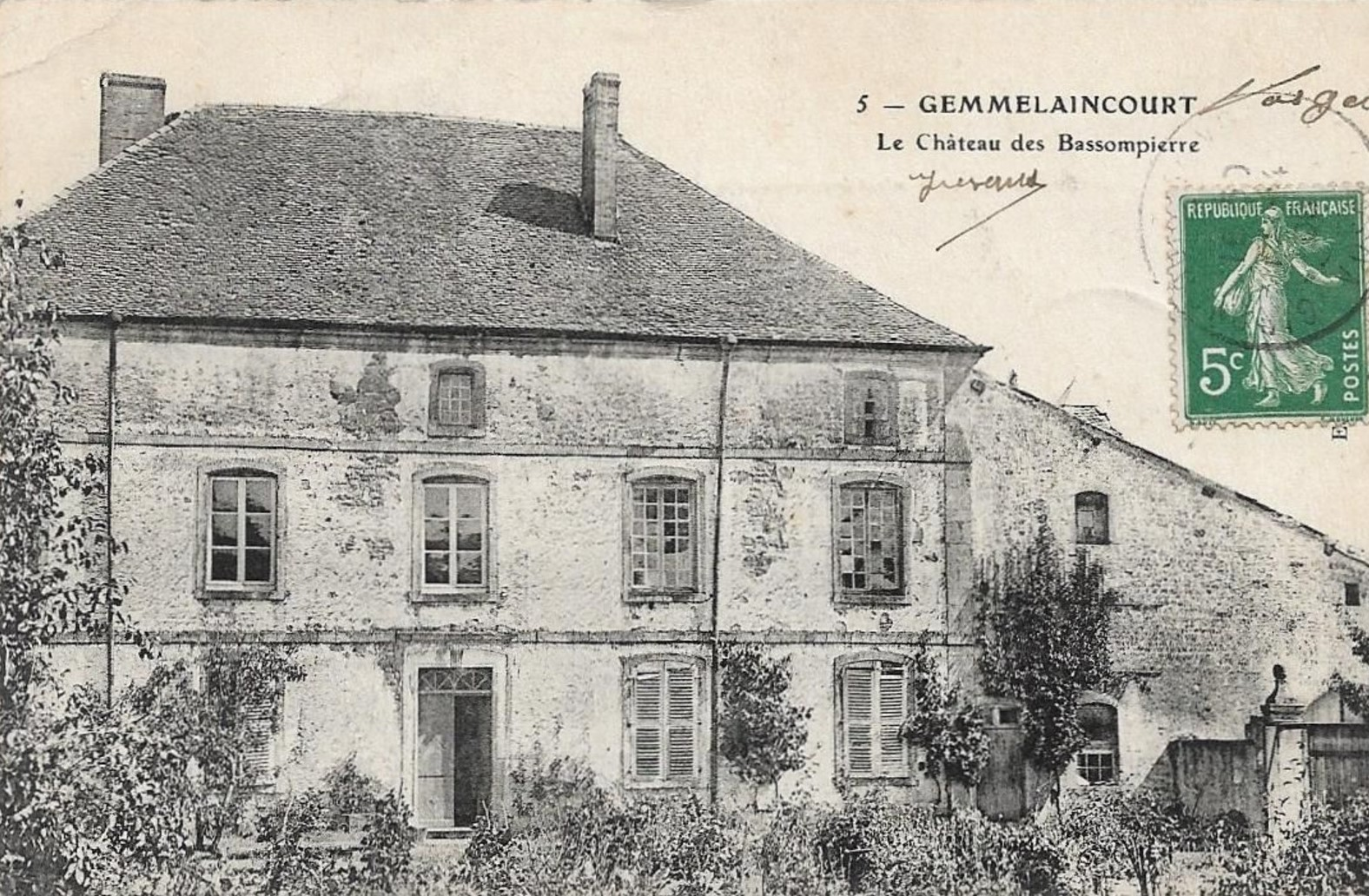
Le château vers 1900.

Aux XIXe siècle et XXe siècle, le château sert de presbytère à la commune. Vers le milieu des années 1980 l'abbé Antoine, qui était le dernier curé du village, est à la retraite et n'a plus l'usage du château en tant que presbytère. La municipalité décide alors de récupérer le bâtiment, mais celui-ci par manque d'entretien s'avère être en mauvais état : une gouttière dans le toit commence à détériorer le plancher du premier étage, après avoir percé le plancher du deuxième. La commune refait alors le toit, mène des réflexions pour faire usage du château, mais aucune n'aboutissant, fini par le vendre.
Le propriétaire suivant dépossède alors le château de ses boiseries, parquets et cheminées, qui sont revendus à part.
Le peintre et graveur nancéien Franck Hommage entreprit de le restaurer mais la bâtisse fut partiellement détruite dans un incendie le 25 janvier 2015. Le toit est reconstruit en 2016.
Il ne fait actuellement l'objet d'aucune inscription ou classement au titre des monuments historiques.

## Description
Le château est de forme rectangulaire avec trois niveaux d'élévation (rez-de-chaussée et deux étages). La façade principale est orientée vers le village à l'ouest, la façade côté jardin étant orientée à l'est vers la Vraine. Deux agrandissements ont été accolés au nord et au sud du château.

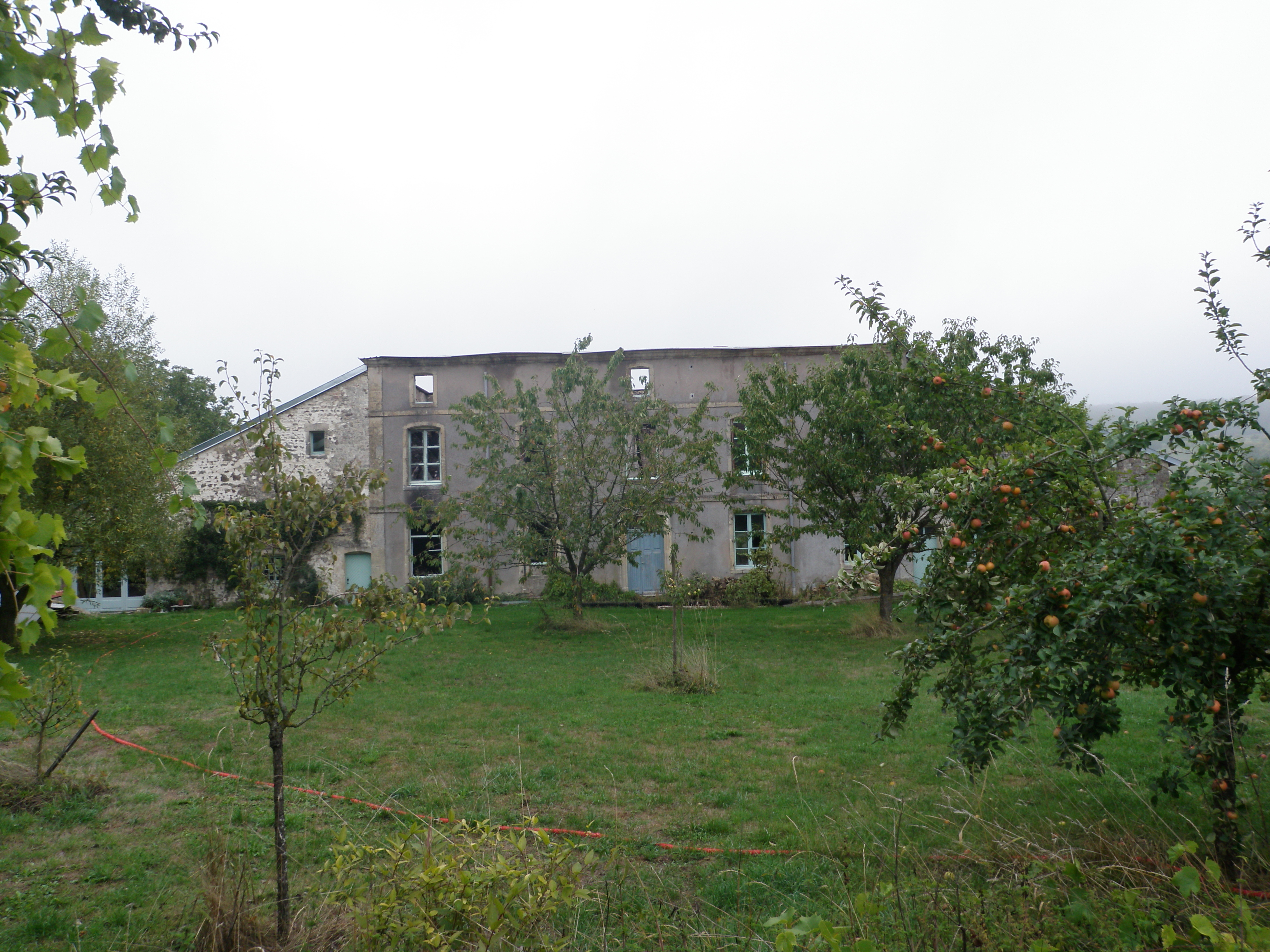
Façade ouest (état en 2015).
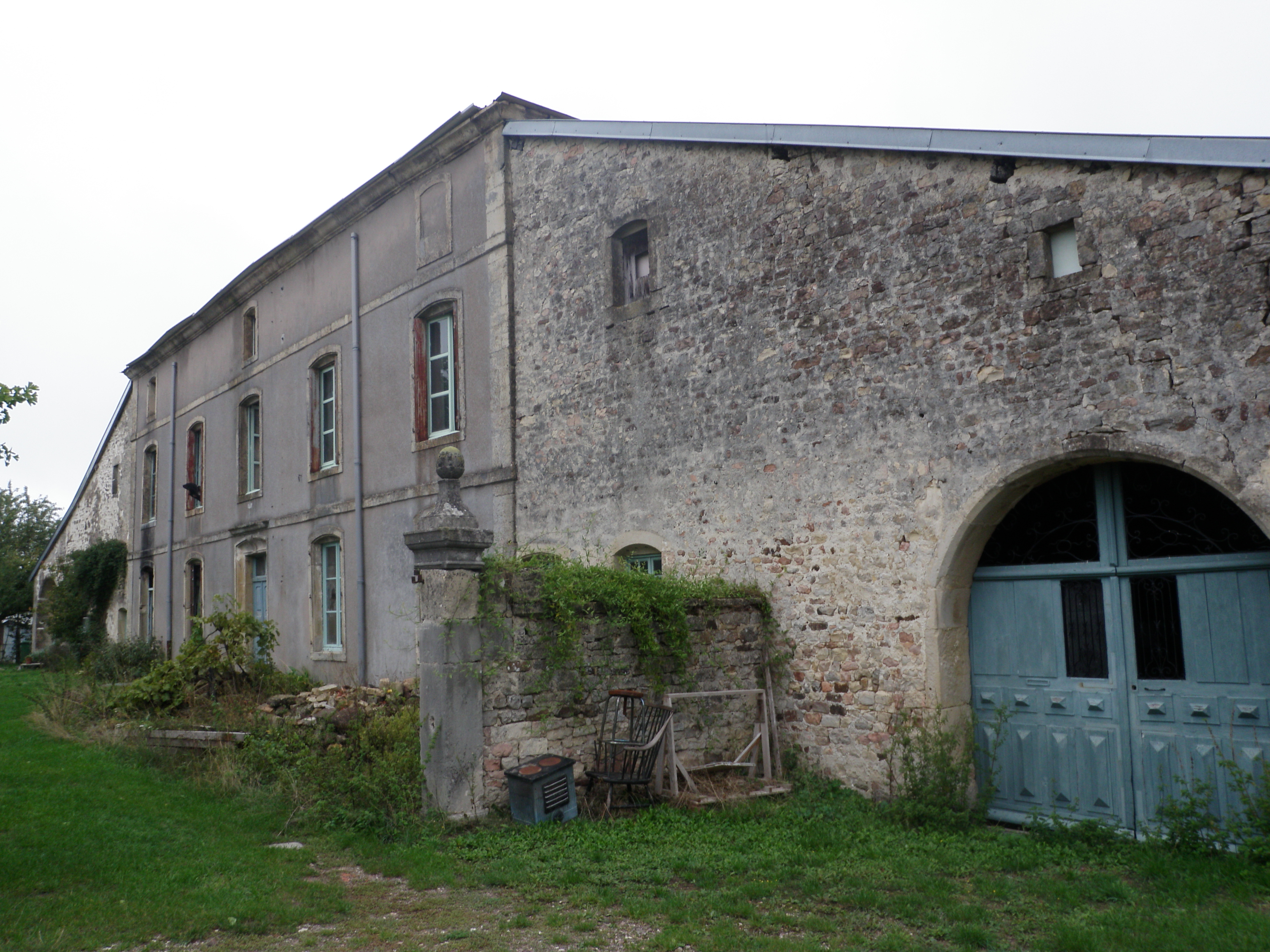
Façade ouest (état en 2015).
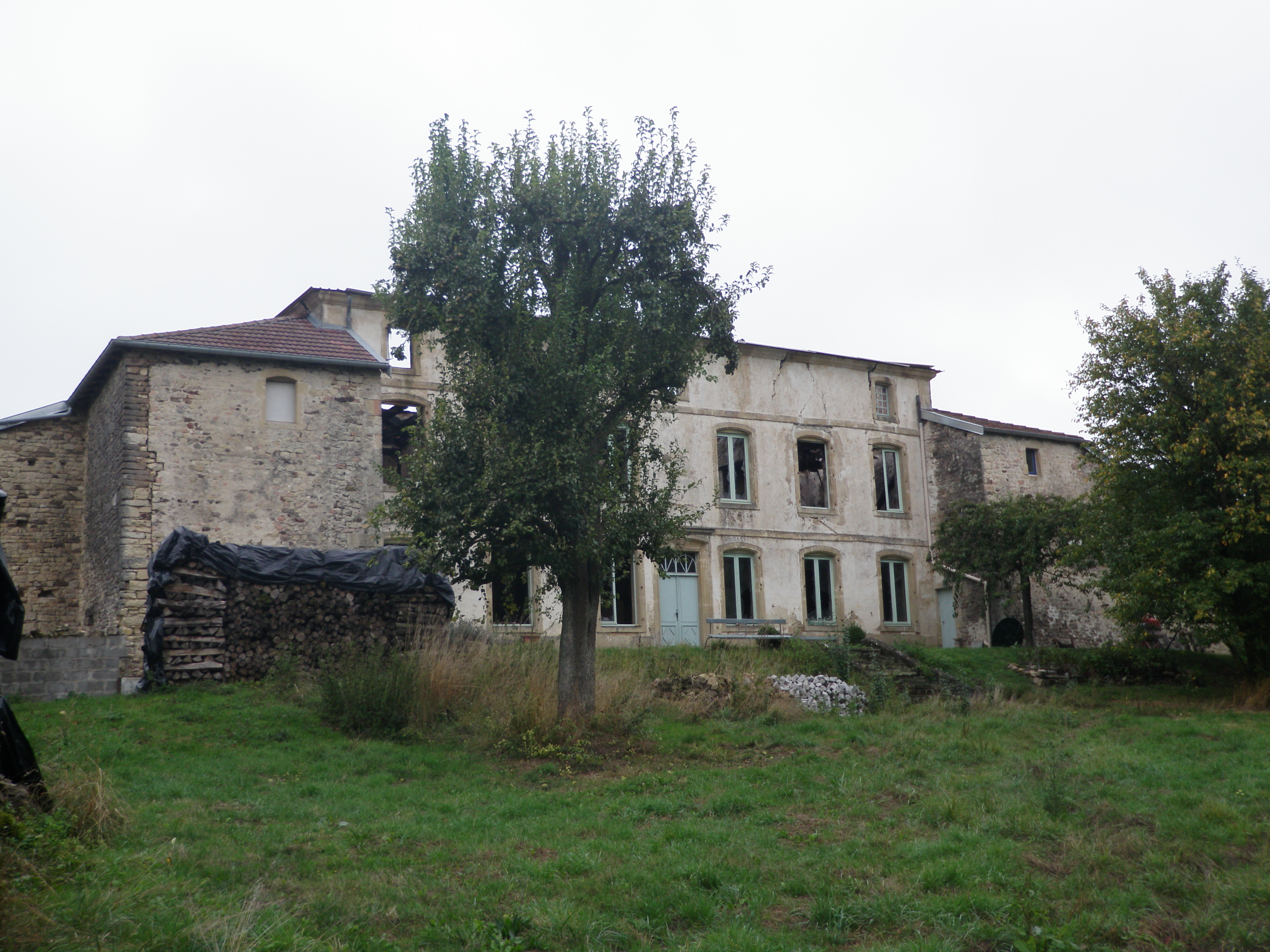
Façade est (état en 2015).
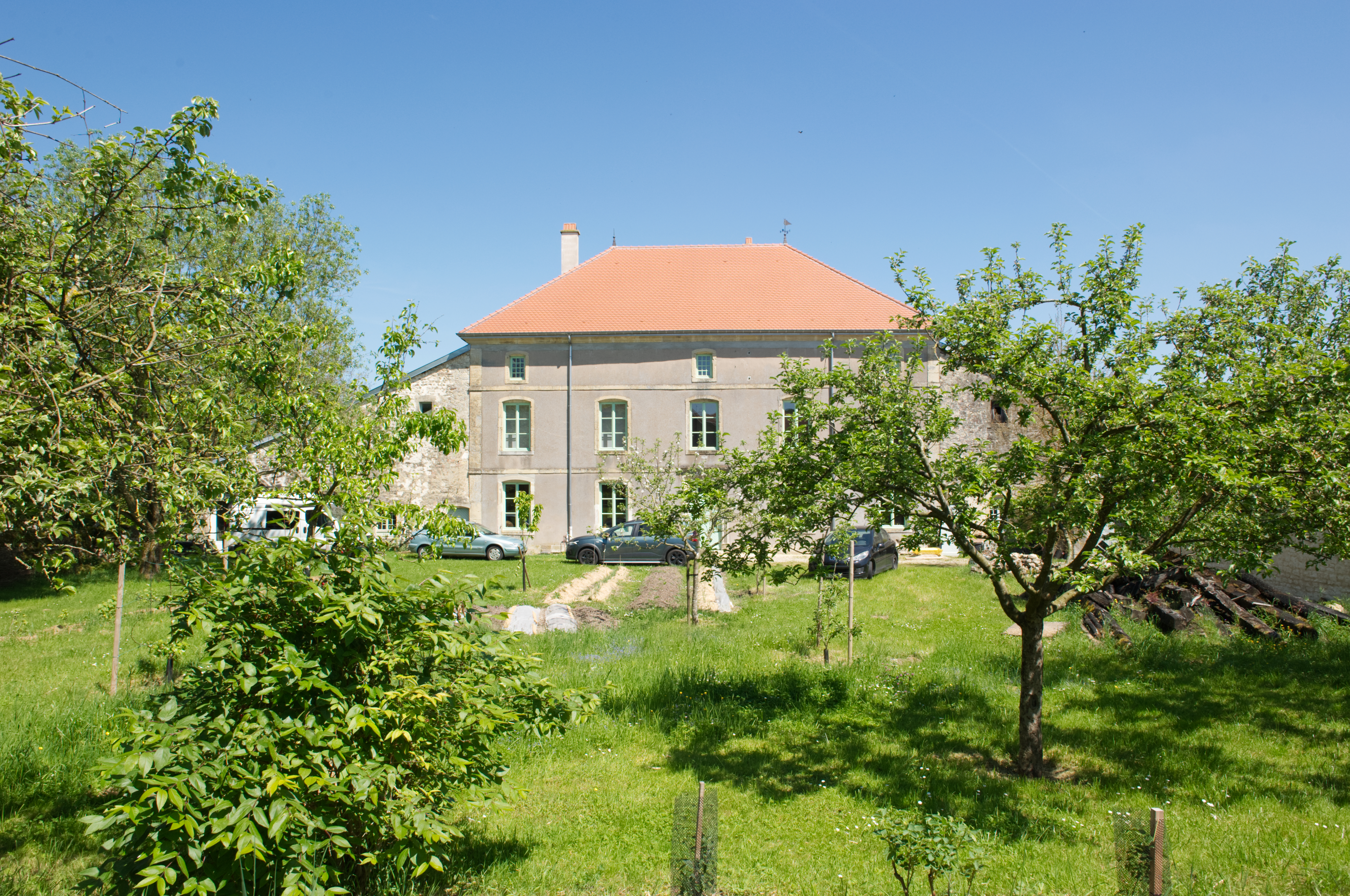
état en 2024